# Occidozyga diminutiva
Espèce
Synonymes
- Micrixalus diminutiva Taylor, 1922
- Staurois diminutivus (Taylor, 1922)
- Occidozyga diminutivus (Taylor, 1922)
- Phrynoglossus diminutivus (Taylor, 1922)

Statut de conservation UICN

 NT  : Quasi menacé
Occidozyga diminutiva est une espèce d'amphibiens de la famille des Dicroglossidae.

## Répartition
Cette espèce est endémique du Sud des Philippines. Elle se rencontre à Mindanao et dans l'archipel de Sulu.

## Publication originale
- Taylor, 1922 : Additions to the herpetological fauna of the Philippine Islands, II. The Philippine journal of science, vol. 21, p. 257-303 (texte intégral).